# Ctenardisia amplifolia
Ctenardisia amplifolia là một loài thực vật có hoa trong họ Anh thảo. Loài này được (Standl.) Lundell mô tả khoa học đầu tiên năm 1982.